# OpenLayers
OpenLayers — библиотека с открытым исходным кодом, написанная на JavaScript, предназначенная для создания карт на основе программного интерфейса (API). Библиотека включает в себя компоненты из JavaScript-библиотек Rico и Prototype JavaScript Framework.
OpenLayers позволяет очень быстро и легко создать web-интерфейс для отображения картографических материалов, представленных в различных форматах и расположенных на различных серверах. Благодаря OpenLayers разработчик имеет возможность создать, к примеру, собственную карту, включающую слои, предоставляемые различными серверами, например, Mapserver, ArcIMS или GeoServer.

## Разработка
Проект OpenLayers придерживается четких принципов разработки.
За ходом разработки проекта OpenLayers следит комитет в который входят шесть разработчиков с правом голоса. Проектный комитет осуществляет надзор за процессом разработки и пытается ускорить принятие решений в интересах сообщества.
В принципе, каждый пользователь имеет право сообщить об ошибке или внести предложение на разработку через систему заявок. Есть особые правила, которым нужно следовать. Если возможно, патч для ошибки или функции должен быть прикреплен к заявке.
Для того, чтобы обеспечить качество проекта написано более 1600 модульных тестов (англ. unit tests) для в более чем 150 реализованных классов.

## История
OpenLayers был разработан MetaCarta как библиотека с открытым исходным кодом в промежутке между конференцией O'Reilly Where 2.0 29-30 июня 2005 года и до конференцией Where 2.0 13-14 июня 2006 года. MetaCarta так же разработаны FeatureServer и TileCache с открытым кодом. С ноября 2007 года OpenLayers является проектом Open Source Geospatial Foundation (OSGeo).

## Использование
Типичное использование OpenLayers заключается в привязке карты к какому-либо элементу веб-страницы, например, к блоку <div>, после чего к карте добавляются растровые или векторные слои, маркеры.
```
// создает карту в div с id "map"

var
 
map
 
=
 
new
 
ol
.
Map
({

    
// устанавливает вид на заданное место и масштаб

    
view
:
 
new
 
ol
.
View
({

        
center
:
 
[
50.575310
,
 
36.544671
],

        
zoom
:
 
12

    
}),

    
// добавляет тайловый слой OpenStreetMap

    
layers
:
 
[

        
new
 
ol
.
layer
.
Tile
({

            
source
:
 
new
 
ol
.
source
.
OSM
()

        
})

    
],

    
target
:
 
'map'

});

```

Библиотека OpenLayers с версии 3 доступна через переменную ol (прежде был OpenLayers).

## Интерфейсы
OpenLayers предлагает различные интерфейсы для интеграции геоданных:
- Web Feature Service[англ.]
- Web Map Service
- GeoJSON
- TopoJSON
- MVT[англ.]
- WKT
- KML
- GML[англ.]
- GPX
- IGC

Возможна интеграция и с закрытыми форматами, например:
- Яндекс Карты
- Google Maps
- Yahoo Maps (эта веб-служба была ликвидирована в 2015 г.)
- Bing Maps